# État de Dhar
Pour les articles homonymes, voir Dhar.
1722–1947
Entités précédentes :
- Raj britannique

Entités suivantes :
- Inde

Dhar est un ancien État princier des Indes aujourd'hui au Madhya Pradesh.

## Histoire
La famille régnante de Dhar se réclame de la même ascendance que celle de Dewas Senior et de Dewas Junior, c'est-à-dire l'ancienne dynastie de Pawar. La famille s'enorgueillit d'une lignée de 238 générations descendant de Agnipalak, qui aurait régné il y a 4 000 ans. Le légendaire Vikramaditya, le plus grand dirigeant de cette dynastie, aurait commencé son règne à Ujjain, dans le Mâlvâ, en -56.
Le territoire des anciens Puar s'étendait au-delà de la Narmada et comprenait toute l'Inde centrale et occidentale, l'Indus formant leur frontière à l'ouest. Au cours des siècles, la famille aurait connu des fortunes diverses. Les descendants de Vikramaditya s'établirent râja de Bijolya, dans le Mewar et à Dhar dans le Malva, ils sont les ancêtres des maisons régnantes de Dewas et de Dhar.
La famille s'allie durant le XVIIe siècle avec la puissance montante marathe lui fournissant plusieurs chefs militaires remarquables. Le Sardar Uddaji Rao, cousin des dirigeants de Dewas, s'installe dans le fort de Dhar en 1728, rétablissant la fortune de sa famille dans l'Inde centrale. La principauté signe un traite avec la Compagnie anglaise des Indes orientales après la défaite de la confédération marathe en 1818.

## Dirigeants: Râja puis Mahârâja
- Râja
  - 1722 - 1742 : Udajî Râo I Pawar
  - 1742 - 1749 : Anand Râo I Pawar
  - 1749 - 1761 : Jeswant Râo I Pawar
  - 1761 - 1782 : Khande Râo Pawar
  - 1782 - 1807 : Anand Râo II Pawar (1782-1807)
  - 1799 - 1800 : Mina Baî - régente
  - 1807 - 1810 : Ramchandra Râo I Pawar (1807-1810)
  - 1810 - 1833 : Ramchandra Râo II Pawar (1805-1833)
  - 1833 - 1857 : Jeswant Râo II Pawar (1823-1857)
  - 1857 - 1858 : Anand Râo III Pawar (1844-1898), déposé
  - 1860 - 1898 : Anand Râo III Pawar (rétabli)
  - 1898 - 1918 : Udajî Râo II Pawar « Baba Sahib » (1886-1926)
- Mahârâja 
  - 1918 - 1926 : Udajî Râo II Pawar « Baba Sahib »
  - 1926 - 1948 : Anand Râo IV Pawar (1920-1989)